# 2010-es labdarúgó-világbajnokság-selejtező (OFC)
Az Óceániai Labdarúgó-szövetség összes FIFA-tagsággal rendelkező nemzete nevezett a 2010-es labdarúgó-világbajnokságra. Az óceániai zóna számára fél helyet biztosítottak, ami azt jelenti, hogy a zóna győztes csapatának az ázsiai csoport 5. helyezettjével kellett egy oda-visszavágós interkontinentális pótselejtezőt játszania. A pótselejtező győztese szerzett jogot a 2010-es labdarúgó-világbajnokságon való részvételre.
A selejtező második fordulójában rendezik meg az OFC-nemzetek kupáját. A kontinensviadal győztese képviselte Óceániát a 2009-es konföderációs kupán.
A 2010-es labdarúgó-világbajnokság selejtezőinek nyitómérkőzése a Tahiti – Új-Kaledónia mérkőzés volt, és az új-kaledóniai csapatkapitány, Pierre Wajoka tizenegyesből, a kilencedik percben szerzett gólja lett a selejtezők első találata.

## A selejtezők lebonyolítása
Három fordulóból állt:
- 1. forduló (2007-es dél-csendes-óceáni játékok): az óceániai előselejtező. A Szamoában megrendezett torna első három helyezett csapata került a második fordulóba.
- 2. forduló (OFC-nemzetek kupája): az óceániai zóna kontinensviadala. A kiemelt Új-Zéland csapata mellé a dél-csendes-óceáni játékok három legjobb együttese került, a csapatok egymással oda-visszavágós, körmérkőzéses rendszerben játszottak egymással. A torna győztese képviselte Óceániát a 2009-es konföderációs kupán, illetve jutott a selejtező 3. fordulójába.
- 3. forduló (interkontinentális pótselejtező): az óceániai-selejtező utolsó fordulója. A kontinensbajnok oda-visszavágós interkontinentális pótselejtezőt játszott az ázsiai zóna 5. helyezett labdarúgó-válogatottjával. A mérkőzések összesített győztese jutott ki a 2010-es labdarúgó-világbajnokságra.

## Selejtezők

### 1. forduló: 2007-es dél-csendes-óceáni játékok
2007. augusztus 25. és 2007. szeptember 7. között rendezték meg Szamoa fővárosában, Apiában. A labdarúgó-mérkőzéseknek az újonnan épült Toleafoa J.S. Blatter Komplexum adott otthont.
Pápua Új-Guinea hivatalosan jelentkezett a 2010-es labdarúgó-világbajnokság selejtezőire, nevezésüket elfogadták. Mivel az előselejtezőt a 2007-es dél-csendes-óceáni játékok képezték, amelyre a szövetség nem nevezte a csapatot, így - önhibájukon kívül - technikai okok miatt visszaléptették őket a kvalifikációktól.
Tuvalu, mint nem FIFA-tagország részt vehetett a játékokon, de érmes helyezésük esetén a negyedik helyezett csapat lépett volna a második fordulóba.

#### Csoportok és mérkőzések
A játékokra nevezett 10 nemzetet kiemelési sorrendben két öttagú csoportba osztották, ahol a csapatok körmérkőzéses rendszerben mérkőztek meg egymással. A csoportok első és második helyezettjei jutottak az elődöntőbe.

##### Csoportbeosztás
| A csoport                                                                                          | B csoport                                                                                     |
| -------------------------------------------------------------------------------------------------- | --------------------------------------------------------------------------------------------- |
| - Fidzsi-szigetek - 153 - Tahiti - 173 - Új-Kaledónia - 175 - Cook-szigetek - 198 - Tuvalu - k.n.* | - Salamon-szigetek - 161 - Vanuatu - 168 - Szamoa - 189 - Tonga - 190 - Amerikai Szamoa - 199 |

Megjegyzések:
- Tuvalu kiemelés nélkül, mivel nem tagja a FIFA-nak (így nem juthatott ki a labdarúgó-világbajnokságra sem).
- Annak ellenére, hogy a csoportok sorsolását 2007 júniusában végezték, a kiemelés alapját a 2007. februári FIFA-világranglista képezte.

##### A csoport
| Csapat          | J | Gy | D | V | RG | KG | GK  | Pont |
| --------------- | - | -- | - | - | -- | -- | --- | ---- |
| Fidzsi-szigetek | 4 | 3  | 1 | 0 | 25 | 1  | +24 | 10   |
| Új-Kaledónia    | 4 | 3  | 1 | 0 | 6  | 1  | +5  | 10   |
| Tahiti          | 4 | 1  | 1 | 2 | 2  | 6  | -4  | 4    |
| Cook-szigetek   | 4 | 1  | 0 | 3 | 4  | 9  | -5  | 3    |
| Tuvalu          | 4 | 0  | 1 | 3 | 2  | 22 | -20 | 1    |

| 2007. augusztus 25. 15:00 (UTC-11) | Tahiti | 0 – 1               | Új-Kaledónia                  | Toleafoa J.S. Blatter Komplexum, Apia (Szamoa) Nézőszám: 400 Játékvezető: Hester (új-zélandi) |
| 2007. augusztus 25. 15:00 (UTC-11) |        | (0 – 1) Jegyzőkönyv | Wajoka 9' (11-esből) Hmae 40′ | Toleafoa J.S. Blatter Komplexum, Apia (Szamoa) Nézőszám: 400 Játékvezető: Hester (új-zélandi) |

| 2007. augusztus 25. 18:00 (UTC-11) | Fidzsi-szigetek | 16 – 0               | Tuvalu | Toleafoa J.S. Blatter Komplexum, Apia (Szamoa) Nézőszám: 200 Játékvezető: Aimaasu (szamoai) |
| 2007. augusztus 25. 18:00 (UTC-11) | Krishna 6' 14' 22' Rabo 11' 34' 45' Baleitoga 17' Tiwa 28' 30' Vakatalesau 42' 46' 65' 73' 82' 89' Finau 68' (11-esből) | (10 – 0) Jegyzőkönyv |        | Toleafoa J.S. Blatter Komplexum, Apia (Szamoa) Nézőszám: 200 Játékvezető: Aimaasu (szamoai) |

| 2007. augusztus 27. 15:00 (UTC-11) | Tuvalu | 0 – 1               | Új-Kaledónia         | Toleafoa J.S. Blatter Komplexum, Apia (Szamoa) Nézőszám: 250 Játékvezető: Sogo (Salamon-szigeteki) |
| 2007. augusztus 27. 15:00 (UTC-11) |        | (0 – 0) Jegyzőkönyv | Kabeu 52' Sinedo 72′ | Toleafoa J.S. Blatter Komplexum, Apia (Szamoa) Nézőszám: 250 Játékvezető: Sogo (Salamon-szigeteki) |

| 2007. augusztus 27. 18:00 (UTC-11) | Fidzsi-szigetek                                     | 4 – 0               | Cook-szigetek        | Toleafoa J.S. Blatter Komplexum, Apia (Szamoa) Nézőszám: 400 Játékvezető: Fred (vanuatui) |
| 2007. augusztus 27. 18:00 (UTC-11) | Vakatalesau 19' Waqa 40' Bukalidi 63' Kainihewe 82' | (2 – 0) Jegyzőkönyv | D. Shepherd 13′, 39′ | Toleafoa J.S. Blatter Komplexum, Apia (Szamoa) Nézőszám: 400 Játékvezető: Fred (vanuatui) |

| 2007. augusztus 29. 15:00 (UTC-11) | Tahiti         | 1 – 1               | Tuvalu     | Toleafoa J.S. Blatter Komplexum, Apia (Szamoa) Nézőszám: 100 Játékvezető: Lengata (Salamon-szigeteki) |
| 2007. augusztus 29. 15:00 (UTC-11) | Williams 45+2' | (1 – 0) Jegyzőkönyv | Sekifu 87' | Toleafoa J.S. Blatter Komplexum, Apia (Szamoa) Nézőszám: 100 Játékvezető: Lengata (Salamon-szigeteki) |

| 2007. augusztus 29. 18:00 (UTC-11) | Új-Kaledónia        | 3 – 0               | Cook-szigetek | Toleafoa J.S. Blatter Komplexum, Apia (Szamoa) Nézőszám: 200 Játékvezető: Fox (új-zélandi) |
| 2007. augusztus 29. 18:00 (UTC-11) | Kabeu 35', 51', 85' | (1 – 0) Jegyzőkönyv |               | Toleafoa J.S. Blatter Komplexum, Apia (Szamoa) Nézőszám: 200 Játékvezető: Fox (új-zélandi) |

| 2007. szeptember 1. 12:30 (UTC-11) | Cook-szigetek                             | 4 – 1               | Tuvalu             | Toleafoa J.S. Blatter Komplexum, Apia (Szamoa) Nézőszám: 200 Játékvezető: Hester (új-zélandi) |
| 2007. szeptember 1. 12:30 (UTC-11) | Mateariki 28' 69' Le Mouton 88' Tom 90+3' | (1 – 0) Jegyzőkönyv | Willis 83' (öngól) | Toleafoa J.S. Blatter Komplexum, Apia (Szamoa) Nézőszám: 200 Játékvezető: Hester (új-zélandi) |

| 2007. szeptember 1. 18:00 (UTC-11) | Tahiti          | 0 – 4               | Fidzsi-szigetek                            | Toleafoa J.S. Blatter Komplexum, Apia (Szamoa) Nézőszám: 200 Játékvezető: Fox (új-zélandi) |
| 2007. szeptember 1. 18:00 (UTC-11) | Gelima 16′, 31′ | (0 – 2) Jegyzőkönyv | Waqa 17' Baleitoga 38' Vakatalesau 49' 73' | Toleafoa J.S. Blatter Komplexum, Apia (Szamoa) Nézőszám: 200 Játékvezető: Fox (új-zélandi) |

| 2007. szeptember 3. 15:00 (UTC-11) | Új-Kaledónia | 1 – 1               | Fidzsi-szigetek | Toleafoa J.S. Blatter Komplexum, Apia (Szamoa) Nézőszám: 1 000 Játékvezető: Fred (vanuatui) |
| 2007. szeptember 3. 15:00 (UTC-11) | Wajoka 44'   | (1 – 0) Jegyzőkönyv | Kainihewe 56'   | Toleafoa J.S. Blatter Komplexum, Apia (Szamoa) Nézőszám: 1 000 Játékvezető: Fred (vanuatui) |

| 2007. szeptember 3. 15:00 (UTC-11) | Cook-szigetek            | 0 – 1               | Tahiti                  | Toleafoa J.S. Blatter Komplexum, Apia (Szamoa) Nézőszám: 100 Játékvezető: Aimaasu (szamoai) |
| 2007. szeptember 3. 15:00 (UTC-11) | Joseph 65′ Le Mouton 69′ | (0 – 0) Jegyzőkönyv | Bennett 54′ Tinorua 64' | Toleafoa J.S. Blatter Komplexum, Apia (Szamoa) Nézőszám: 100 Játékvezető: Aimaasu (szamoai) |

##### B csoport
| Csapat           | J | Gy | D | V | RG | KG | GK  | Pont |
| ---------------- | - | -- | - | - | -- | -- | --- | ---- |
| Salamon-szigetek | 4 | 4  | 0 | 0 | 21 | 1  | +20 | 12   |
| Vanuatu          | 4 | 3  | 0 | 1 | 23 | 3  | +20 | 9    |
| Szamoa           | 4 | 2  | 0 | 2 | 9  | 8  | +1  | 6    |
| Tonga            | 4 | 1  | 0 | 3 | 6  | 10 | -4  | 3    |
| Amerikai Szamoa  | 4 | 0  | 0 | 4 | 1  | 38 | -37 | 0    |

| 2007. augusztus 25. 15:00 (UTC-11) | Salamon-szigetek                                                                                               | 12 – 1              | Amerikai Szamoa    | Toleafoa J.S. Blatter Komplexum, Apia (Szamoa) Nézőszám: 300 Játékvezető: Sosongan (pápua új-guineai) |
| 2007. augusztus 25. 15:00 (UTC-11) | Totori 12' 15' Menapi 20' (11-esből) 41' 75' 82' Fa'arodo 43' Waita 58' 85' Bebeu 69' Molea 77' Takayama 90+2' | (5 – 0) Jegyzőkönyv | Ott 55' (11-esből) | Toleafoa J.S. Blatter Komplexum, Apia (Szamoa) Nézőszám: 300 Játékvezető: Sosongan (pápua új-guineai) |

| 2007. augusztus 25. 20:30 (UTC-11) | Szamoa | 0 – 4               | Vanuatu                                       | Toleafoa J.S. Blatter Komplexum, Apia Nézőszám: 300 Játékvezető: Jacques (tahiti) |
| 2007. augusztus 25. 20:30 (UTC-11) |        | (0 – 2) Jegyzőkönyv | Iwai 21' Naprapol 43' Poida 66' Soromon 90+2' | Toleafoa J.S. Blatter Komplexum, Apia Nézőszám: 300 Játékvezető: Jacques (tahiti) |

| 2007. augusztus 27. 15:00 (UTC-11) | Salamon-szigetek                      | 4 – 0               | Tonga | Toleafoa J.S. Blatter Komplexum, Apia (Szamoa) Nézőszám: 350 Játékvezető: Aimaasu (szamoai) |
| 2007. augusztus 27. 15:00 (UTC-11) | Menapi 5' 12' Fa'arodo 51' Maemae 66' | (2 – 0) Jegyzőkönyv |       | Toleafoa J.S. Blatter Komplexum, Apia (Szamoa) Nézőszám: 350 Játékvezető: Aimaasu (szamoai) |

| 2007. augusztus 27. 20:30 (UTC-11) | Szamoa                                                                      | 7 – 0               | Amerikai Szamoa | Toleafoa J.S. Blatter Komplexum, Apia Nézőszám: 2 800 Játékvezető: Minan (pápua új-guineai) |
| 2007. augusztus 27. 20:30 (UTC-11) | Tumua 24' 51' Faaiuaso 29' Cahill 43' (11-esből) 67' Fonoti 61' Michael 76' | (3 – 0) Jegyzőkönyv |                 | Toleafoa J.S. Blatter Komplexum, Apia Nézőszám: 2 800 Játékvezető: Minan (pápua új-guineai) |

| 2007. augusztus 29. 15:00 (UTC-11) | Amerikai Szamoa | 0 – 15              | Vanuatu | Toleafoa J.S. Blatter Komplexum, Apia (Szamoa) Nézőszám: 200 Játékvezető: Hester (új-zélandi) |
| 2007. augusztus 29. 15:00 (UTC-11) | Sinapati 39′    | (0 – 5) Jegyzőkönyv | Poida 19' Mermer 24' 45' 45+1' 68' Sakama 43' 79' 90+1' Chichirua 56' Iwai 62' Tomake 72' Soromon 81' 84' 86' 90+2' | Toleafoa J.S. Blatter Komplexum, Apia (Szamoa) Nézőszám: 200 Játékvezető: Hester (új-zélandi) |

| 2007. augusztus 29. 20:30 (UTC-11) | Szamoa                    | 2 – 1               | Tonga    | Toleafoa J.S. Blatter Komplexum, Apia Nézőszám: 1 850 Játékvezető: Sosongan (pápua új-guineai) |
| 2007. augusztus 29. 20:30 (UTC-11) | Faaiuaso 45+1' Taylor 83' | (1 – 0) Jegyzőkönyv | Feao 54' | Toleafoa J.S. Blatter Komplexum, Apia Nézőszám: 1 850 Játékvezető: Sosongan (pápua új-guineai) |

| 2007. szeptember 1. 12:30 (UTC-11) | Tonga                                         | 4 – 0               | Amerikai Szamoa | Toleafoa J.S. Blatter Komplexum, Apia (Szamoa) Nézőszám: 200 Játékvezető: Minan (pápua új-guineai) |
| 2007. szeptember 1. 12:30 (UTC-11) | Moala 37' (11-esből) Palu 54' 61' Uhatahi 86' | (1 – 0) Jegyzőkönyv |                 | Toleafoa J.S. Blatter Komplexum, Apia (Szamoa) Nézőszám: 200 Játékvezető: Minan (pápua új-guineai) |

| 2007. szeptember 1. 14:30 (UTC-11) | Vanuatu | 0 – 2               | Salamon-szigetek       | Toleafoa J.S. Blatter Komplexum, Apia (Szamoa) Nézőszám: 1 000 Játékvezető: Jacques (tahiti) |
| 2007. szeptember 1. 14:30 (UTC-11) |         | (0 – 0) Jegyzőkönyv | Bebeu 60' Fa'arodo 64' | Toleafoa J.S. Blatter Komplexum, Apia (Szamoa) Nézőszám: 1 000 Játékvezető: Jacques (tahiti) |

| 2007. szeptember 3. 12:30 (UTC-11) | Szamoa | 0 – 3               | Salamon-szigetek         | Toleafoa J.S. Blatter Komplexum, Apia Nézőszám: 200 Játékvezető: Hester (új-zélandi) |
| 2007. szeptember 3. 12:30 (UTC-11) |        | (0 – 2) Jegyzőkönyv | Totori 1' 37' Maemae 69' | Toleafoa J.S. Blatter Komplexum, Apia Nézőszám: 200 Játékvezető: Hester (új-zélandi) |

| 2007. szeptember 3. 12:30 (UTC-11) | Tonga       | 1 – 4               | Vanuatu                       | Toleafoa J.S. Blatter Komplexum, Apia (Szamoa) Nézőszám: 50 Játékvezető: Minan (pápua új-guineai) |
| 2007. szeptember 3. 12:30 (UTC-11) | Savieti 50' | (0 – 3) Jegyzőkönyv | Soromon 24' 34' 41' Maleb 76' | Toleafoa J.S. Blatter Komplexum, Apia (Szamoa) Nézőszám: 50 Játékvezető: Minan (pápua új-guineai) |

##### Elődöntők
| 2007. szeptember 5. 15:00 (UTC-11) | Salamon-szigetek                                     | 2 – 3               | Új-Kaledónia                     | Toleafoa J.S. Blatter Komplexum, Apia (Szamoa) Nézőszám: 1 500 Játékvezető: Minan (pápua új-guineai) |
| 2007. szeptember 5. 15:00 (UTC-11) | Fa'arodo 40' Menapi 47' Maemae 16′, 68′ Omo 78′, 84′ | (1 – 1) Jegyzőkönyv | Kabeu 37' Toto 54' Mercier 90+4' | Toleafoa J.S. Blatter Komplexum, Apia (Szamoa) Nézőszám: 1 500 Játékvezető: Minan (pápua új-guineai) |

| 2007. szeptember 5. 18:00 (UTC-11) | Fidzsi-szigetek                                      | 3 – 0               | Vanuatu | Toleafoa J.S. Blatter Komplexum, Apia (Szamoa) Nézőszám: 600 Játékvezető: Hester (új-zélandi) |
| 2007. szeptember 5. 18:00 (UTC-11) | Baleitoga 44' Vakatalesau 69' (11-esből) Krishna 70' | (1 – 0) Jegyzőkönyv |         | Toleafoa J.S. Blatter Komplexum, Apia (Szamoa) Nézőszám: 600 Játékvezető: Hester (új-zélandi) |

##### 3. helyért
| 2007. szeptember 7. 14:30 (UTC-11) | Salamon-szigetek | 0 – 2               | Vanuatu                  | Toleafoa J.S. Blatter Komplexum, Apia (Szamoa) Nézőszám: 200 Játékvezető: Jacques (tahiti) |
| 2007. szeptember 7. 14:30 (UTC-11) |                  | (0 – 1) Jegyzőkönyv | Soromon 45+3' Sakama 50' | Toleafoa J.S. Blatter Komplexum, Apia (Szamoa) Nézőszám: 200 Játékvezető: Jacques (tahiti) |

##### Döntő
| 2007. szeptember 7. 18:00 (UTC-11) | Új-Kaledónia | 1 – 0       | Fidzsi-szigetek | Toleafoa J.S. Blatter Komplexum, Apia (Szamoa) Nézőszám: 400 Játékvezető: Hester (új-zélandi) |
| 2007. szeptember 7. 18:00 (UTC-11) | Hmae 61'     | Jegyzőkönyv |                 | Toleafoa J.S. Blatter Komplexum, Apia (Szamoa) Nézőszám: 400 Játékvezető: Hester (új-zélandi) |

A dobógón végzett csapatok (Új-Kaledónia, Fidzsi-szigetek és Vanuatu) jutottak a második fordulóba, azaz az óceániai kontinensviadalra.

### 2. forduló: OFC-nemzetek kupája

#### Végeredmény
| #  | Csapat          | J | Gy | D | V | Rg | Kg | Gk | P  |
| -- | --------------- | - | -- | - | - | -- | -- | -- | -- |
| 1. | Új-Zéland       | 6 | 5  | 0 | 1 | 14 | 5  | +9 | 15 |
| 2. | Új-Kaledónia    | 6 | 2  | 2 | 2 | 12 | 10 | +2 | 8  |
| 3. | Fidzsi-szigetek | 6 | 2  | 1 | 3 | 8  | 11 | -3 | 7  |
| 4. | Vanuatu         | 6 | 1  | 1 | 4 | 5  | 13 | -8 | 4  |

#### Mérkőzések
| 2007. október 5. 16:00 (UTC+12) | Fidzsi-szigetek | 0 – 2               | Új-Zéland               | Churchill Park, Lautoka Nézőszám: 5 500 Játékvezető: Marrufo (USA) |
| 2007. október 5. 16:00 (UTC+12) |                 | (0 – 2) Jegyzőkönyv | Vicelich 37' Smeltz 86' | Churchill Park, Lautoka Nézőszám: 5 500 Játékvezető: Marrufo (USA) |

| 2007. november 17. 14:00 (UTC+11) | Vanuatu      | 1 – 2               | Új-Zéland                 | Korman Stadion, Port Vila Nézőszám: 8 000 Játékvezető: Minan (pápua új-guineai) |
| 2007. november 17. 14:00 (UTC+11) | Naprapol 26' | (1 – 0) Jegyzőkönyv | Smeltz 52' Mulligan 90+3' | Korman Stadion, Port Vila Nézőszám: 8 000 Játékvezető: Minan (pápua új-guineai) |

| 2007. november 17. 15:00 (UTC+12) | Fidzsi-szigetek               | 3 – 3               | Új-Kaledónia                    | Govind Park, Ba Nézőszám: 1 500 Játékvezető: O'Leary (új-zélandi) |
| 2007. november 17. 15:00 (UTC+12) | Nawatu 3' Vakatalesau 28' 87' | (2 – 0) Jegyzőkönyv | Djamali 67' Kaudre 83' Hmaé 88' | Govind Park, Ba Nézőszám: 1 500 Játékvezető: O'Leary (új-zélandi) |

| 2007. november 21. 19:00 (UTC+13) | Új-Zéland                                                   | 4 – 1               | Vanuatu    | Westpac Stadion, Wellington Nézőszám: 2 500 Játékvezető: Jacques (tahiti) |
| 2007. november 21. 19:00 (UTC+13) | Mulligan 14' 81' Smeltz 29' (11-esből) 34' Brown 62′, 90+4′ | (3 – 0) Jegyzőkönyv | Sakama 50' | Westpac Stadion, Wellington Nézőszám: 2 500 Játékvezető: Jacques (tahiti) |

| 2007. november 21. 19:00 (UTC+11) | Új-Kaledónia                                 | 4 – 0               | Fidzsi-szigetek | Stade Numa-Daly Magenta, Noumea Nézőszám: 0 Játékvezető: Breeze (ausztrál) |
| 2007. november 21. 19:00 (UTC+11) | Wajoka 28' (11-esből) Hmaé 30' 55' Mapou 59' | (2 – 0) Jegyzőkönyv |                 | Stade Numa-Daly Magenta, Noumea Nézőszám: 0 Játékvezető: Breeze (ausztrál) |

| 2008. június 14. 14:00 (UTC+11) | Vanuatu    | 1 – 1               | Új-Kaledónia | Korman Stadion, Port Vila Nézőszám: 4 000 Játékvezető: Varman (Fidzsi-szigeteki) |
| 2008. június 14. 14:00 (UTC+11) | Mermer 77' | (0 – 0) Jegyzőkönyv | Djamali 73'  | Korman Stadion, Port Vila Nézőszám: 4 000 Játékvezető: Varman (Fidzsi-szigeteki) |

| 2008. június 21. 15:00 (UTC+11) | Új-Kaledónia                   | 3 – 0               | Vanuatu         | Stade Numa-Daly Magenta, Noumea Nézőszám: 2 700 Játékvezető: Hester (új-zélandi) |
| 2008. június 21. 15:00 (UTC+11) | Wajoka 36' Hmaé 60' Diaiké 87' | (1 – 0) Jegyzőkönyv | Masauvakalo 12′ | Stade Numa-Daly Magenta, Noumea Nézőszám: 2 700 Játékvezető: Hester (új-zélandi) |

| 2008. szeptember 6. 15:00 (UTC+12) | Fidzsi-szigetek       | 2 – 0               | Vanuatu | Govind Park, Ba Nézőszám: 3 000 Játékvezető: Minan (pápua új-guineai) |
| 2008. szeptember 6. 15:00 (UTC+12) | Kumar 7' Dunadamu 87' | (1 – 0) Jegyzőkönyv |         | Govind Park, Ba Nézőszám: 3 000 Játékvezető: Minan (pápua új-guineai) |

| 2008. szeptember 6. 17:00 (UTC+11) | Új-Kaledónia | 1 – 3               | Új-Zéland                  | Stade Numa-Daly Magenta, Noumea Nézőszám: 2 589 Játékvezető: Varman (Fidzsi-szigeteki) |
| 2008. szeptember 6. 17:00 (UTC+11) | M. Hmaé 55'  | (0 – 1) Jegyzőkönyv | Sigmund 16' Smeltz 65' 75' | Stade Numa-Daly Magenta, Noumea Nézőszám: 2 589 Játékvezető: Varman (Fidzsi-szigeteki) |

| 2008. szeptember 10. 14:00 (UTC+11) | Vanuatu                              | 2 – 1               | Fidzsi-szigetek | Korman Stadion, Port Vila Nézőszám: 1 200 Játékvezető: Peter O'Leary (új-zélandi) |
| 2008. szeptember 10. 14:00 (UTC+11) | Gete 30′, 52′ Sakama 59' Malas 90+2' | (0 – 0) Jegyzőkönyv | Dunadamu 90+3'  | Korman Stadion, Port Vila Nézőszám: 1 200 Játékvezető: Peter O'Leary (új-zélandi) |

| 2008. szeptember 10. 19:30 (UTC+12) | Új-Zéland                   | 3 – 0               | Új-Kaledónia | North Harbour Stadion, Auckland Nézőszám: 8 000 Játékvezető: Hauata (tahiti) |
| 2008. szeptember 10. 19:30 (UTC+12) | Smeltz 49' 76' Christie 69' | (0 – 0) Jegyzőkönyv |              | North Harbour Stadion, Auckland Nézőszám: 8 000 Játékvezető: Hauata (tahiti) |

| 2008. november 19.1 n.a. | Új-Zéland | 0 – 2               | Fidzsi-szigetek | Churchill Park, Lautoka (Fidzsi-szigetek)1 Játékvezető: Fred (vanuatui) |
| 2008. november 19.1 n.a. | Moss 60′  | (0 – 0) Jegyzőkönyv | Krishna 63' 90' | Churchill Park, Lautoka (Fidzsi-szigetek)1 Játékvezető: Fred (vanuatui) |

1: A mérkőzést eredetileg 2007. október 13-án játszották volna, azonban a Fidzsi-szigeteki kapus, Simione Tamanisau vízumát elutasította az új-zélandi idegenrendészeti hatóság. A FIFA úgy rendelkezett, hogy a mérkőzést semleges pályán, Szamoán kell megrendezni, és 2008. november 19-ére halasztotta, később azonban újfent Fidzsi-szigeteki helyszínt jelöltek meg.
| 2008-as OFC-nemzetek kupája bajnoka: |
| ------------------------------------ |
| ÚJ-ZÉLAND 4. cím                     |

A kontinensbajnokság győztese jutott a harmadik fordulóba, ahol interkontinentális pótselejtezőt játszott az ázsiai zóna 5. helyezett csapata ellen a 2010-es labdarúgó-világbajnokságon való részvételért, illetve a győztes csapat képviselte Óceániát a 2009-es konföderációs kupán.

### 3. forduló: Interkontinentális pótselejtező
Az OFC-nemzetek kupája-győztes csapat mérkőzött meg az ázsiai zóna 5. helyezett csapatával, Bahrein válogatottjával a világbajnoki-részvételt jelentő helyért.
- Új-Zéland nyerte az interkontinentális pótselejtezőt, ezzel kvalifikálta magát a világbajnokságra.

| 1. csapat | Össz. | 2. csapat | 1. mérk. | 2. mérk. |
| --------- | ----- | --------- | -------- | -------- |
| Bahrein   | 0 – 1 | Új-Zéland | 0 – 0    | 0 – 1    |

## Góllövőlista
2008. június 14-i állapotnak megfelelően.
| Hely | Gólszerző          | Ország           | Össz. gól | fordulónként | fordulónként | fordulónként | fordulónként |
| Hely | Gólszerző          | Ország           | Össz. gól | 1.f.         | 2.f.         | 3.f.         |              |
| ---- | ------------------ | ---------------- | --------- | ------------ | ------------ | ------------ | ------------ |
| 1    | Osea Vakatalesau   | Fidzsi-szigetek  | 12        | 10           | 2            |              |              |
| 2    | Seule Soromon      | Vanuatu          | 9         | 8            | 1            |              |              |
| 3    | Commins Menapi     | Salamon-szigetek | 7         | 7            | -            | -            |              |
| =4   | Iamel Kabeu        | Új-Kaledónia     | 5         | 5            |              |              |              |
| =4   | Etienne Mermer     | Vanuatu          | 5         | 4            | 1            |              |              |
| =4   | Francois Sakama    | Vanuatu          | 5         | 4            | 1            |              |              |
| =6   | Roy Krishna        | Fidzsi-szigetek  | 4         | 4            |              |              |              |
| =6   | Henry Fa'arodo     | Salamon-szigetek | 4         | 4            | -            | -            |              |
| =6   | Benjamin Totori    | Salamon-szigetek | 4         | 4            | -            | -            |              |
| =6   | Shane Smeltz       | Új-Zéland        | 4         | x            | 4            |              |              |
| =12  | Pita Baleitoga     | Fidzsi-szigetek  | 3         | 3            |              |              |              |
| =12  | Pita Rabo          | Fidzsi-szigetek  | 3         | 3            | 3            |              |              |
| =12  | Michael Hmae       | Új-Kaledónia     | 3         |              | 3            |              |              |
| =12  | Pierre Wajoka      | Új-Kaledónia     | 3         | 2            | 1            |              |              |
| =12  | David Mulligan     | Új-Zéland        | 3         | x            | 3            |              |              |
| =16  | Teariki Mateariki  | Cook-szigetek    | 2         | 2            | -            | -            |              |
| =16  | Malakai Kainihewe  | Fidzsi-szigetek  | 2         | 2            |              |              |              |
| =16  | Malakai Tiwa       | Fidzsi-szigetek  | 2         | 2            |              |              |              |
| =16  | Taniela Waqa       | Fidzsi-szigetek  | 2         | 2            |              |              |              |
| =16  | Godwin Bebeu       | Salamon-szigetek | 2         | 2            | -            | -            |              |
| =16  | Alick Maemae       | Salamon-szigetek | 2         | 2            | -            | -            |              |
| =16  | Stanley Waita      | Salamon-szigetek | 2         | 2            | -            | -            |              |
| =16  | Chris Cahill       | Szamoa           | 2         | 2            | -            | -            |              |
| =16  | Desmond Faaiuso    | Szamoa           | 2         | 2            | -            | -            |              |
| =16  | Penitito Tumua     | Szamoa           | 2         | 2            | -            | -            |              |
| =16  | Pio Palu           | Tonga            | 2         | 2            | -            | -            |              |
| =16  | Ramon Djamali      | Új-Kaledónia     | 2         |              | 2            |              |              |
| =16  | Richard Iwai       | Vanuatu          | 2         | 2            |              |              |              |
| =16  | Jean Nako Napropol | Vanuatu          | 2         | 1            | 1            |              |              |
| =16  | Moise Poida        | Vanuatu          | 2         | 2            |              |              |              |

Kulcs:
- - Kiesett
- x Nem játszott (erőnyerő csapat volt)

1 gólosok
| Amerikai Szamoa - Ramin Ott Cook-szigetek - Thomas La Mouton - Kunda Tom Fidzsi-szigetek - Joasaia Bukalidi - Peni Finau - Valerio Nawutu Salamon-szigetek - Judd Molea - Samson Takayama | Szamoa - Damien Fonoti - Junior Michael - Lionel Taylor Tahiti - Temarii Tinorua - Axel Williams Tonga - Unalato Feao - Lafeale Moala - Malakai Savieti - Kaisani Uhatahi | Tuvalu - Viliamu Sekifu Új-Kaledónia - Jose Hmae - Mael Kaudre - Marius Mapou - Yohann Mercier - Poulidor Toto Új-Zéland - Ivan Vicelich Vanuatu - Andrew Chichirua - Victor Maleb - Tom Tomake |

Öngólos
| Cook-szigetek - Stephen Willis (Tuvalu ellen) |